# أبيل إيشيفيريا بينيدا
أبيل إيشيفيريا بينيدا هو سياسي مكسيكي، ولد في 26 أغسطس 1954 في Coyuca de Catalán ‏ في المكسيك. نشط حزبياً في الحزب الثوري المؤسساتي. وقد انتخب عضو مجلس النواب المكسيك ‏.